# Las aventuras del Barón
Las aventuras del Barón es un nuevo recopilatorio de la banda española Barón Rojo, fue puesto a la venta el 19 de septiembre de 2006. Contiene dos CD y un DVD. Los CD contienen un total de treinta temas, principalmente de la primera etapa del grupo incluyendo el tema Cueste lo que cueste del álbum homónimo de 1999 y dos temas en directo. El DVD está formado por dieciséis actuaciones del grupo en diversos programas de televisión española de la década de los ochenta, algunos de ellos grabados con sonido en directo y otros con sonido pregrabado.

## Lista de canciones

### CD 1
1. "Los rockeros van al infierno" - 4:17
2. "Larga vida al rock and roll" - 4:04
3. "Casi me mato" - 3:44
4. "Breakthoven" - 5:30
5. "Seguimos vivos" - 4:37
6. "La voz de su amo" - 4:42
7. "Siempre estás allí" - 6:33
8. "Con botas sucias" - 4:12
9. "Resistiré" - 5:04
10. "El malo" - 5:30
11. "Cuerdas de acero" - 4:46
12. "Tierra de nadie" - 6:33
13. "Trampa y cartón" - 4:41
14. "Anda suelto Satanás" - 3:40
15. "Campo de concentración" (directo) - 5:11

### CD 2
1. "Concierto para ellos" - 4:43
2. "Barón Rojo" - 5:40
3. "Caso perdido" - 5:46
4. "Herencia letal" - 4:07
5. "Son como hormigas" - 4:10
6. "El pobre" - 3:36
7. "Cueste lo que cueste" - 5:00
8. "Hiroshima" - 6:50
9. "Las flores del mal" - 4:53
10. "Hijos de Caín" - 6:10
11. "Travesía urbana" - 4:41
12. "Pico de oro" - 5:15
13. "Invulnerable" - 5:40
14. "Get on your knees" - 3:52
15. "Diosa Razón" (directo) - 5:01

## Actuaciones DVD
1. "Con Botas Sucias" (Vídeo Playback TVE)
2. "Larga Vida Al rock & Roll" (Vídeo Playback TVE)
3. "Barón Rojo" (Vídeo Playback TVE)
4. "Los Rockeros Van Al Infierno" (Vídeo Playback TVE)
5. "Incomunicación" (Vídeo Playback TVE)
6. "Casi Me Mato" (Vídeo Directo TVE)
7. "Tierra De Vándalos" (Vídeo Directo TVE)
8. "Resistiré" (Vídeo Playback TVE)
9. "Breakthoven" (Vídeo Playback TVE)
10. "Dame La Oportunidad" (Vídeo Directo TVE)
11. "Casi Me Mato" (Vídeo Directo TVE)
12. "Tierra De Vándalos" (Vídeo Directo TVE)
13. "El Malo" (Vídeo Directo TVE)
14. "Resistiré" (Vídeo Voz Directo TVE)
15. "El Baile De Los Malditos" (Vídeo Voz Directo TVE)
16. "Breakthoven" (Vídeo Voz Directo TVE).

- Datos: Q5970916